# فرانسوا لولونييه
فرانسوا لولونيه (بالفرنسية: François l'Olonnais)‏ وإسمه الحقيقي هو جان ديفيد ناو هو قرصان فرنسي ولد في حوالي سنة 1630 في أولونيه في غرب فرنسا. اشتهر كقرصان في عقد 1660 في البحر الكاريبي. كَبَّدَ الإسبان خسائر كبيرة في مشواره ولقب بلعنة إسبانيا. بدأ مشواره في القرصنة في عقد 1650. في سنة 1660 بدأ بالإغارة ضد الإسبان في جزيرة سان دومينغ في هايتي، وبعد سنتين هاجم مدينة كامبيتشي في المكسيك، لكن البحرية الإسبانية تصدت له وقتلت معظم طاقمه ولم يستطع الإفلات إلا بعد قيامه بتغطية وجهه بالدماء. وبعد مساعدة من بعض العبيد الهاربين وصل إلى جزيرة تورتوغا في هسبانيولا، حيث اِحْتَلّهَا هو وطاقمه، مطالبين إسبانيا بدفع فدية لأجل التخلي عنها. أَرْسَلَ محافظ هافانا أنذاك سفينة لمحاربته، لكن لولونييه دمرها وقتل كل طاقهما. اشتهر في سنة 1666 بسبب حصار ماراكايبو في فنزويلا حالياً حيث انضم لقوات القرصان ميشيل الباسكي. تَوَغَّل لولونيه من خلال بحيرة ماراكايبو وكان هدفه تدمير حصن سان كارلوس دي لا بارا المنيع ألذي يحمي ماراكايبو، ومع ستة عشر رجل تمكن من احتلال الحصن، بعد ذلك حط إلى المدينة حيث وجد أن معظم سكانها هربوا منها آخذين معهم ممتلكاتهم. عَذَّبَ رجال لولونييه بقية السكان لكي يكشفوا مكان ممتلكاتهم الذهبية. وتذكر المصادر أن لولونيه هو بنفسه من كان يشرف على تعذيبهم وأن كان يستمتع بتقطيع أحشائهم وكان يأكلها أمامهم. بعد شهرين من تدمير والقتل والنهب والاغتصاب في ماراكايبو إنتقل إلى بلدة سان أنطونيو جبرالتار، وعلى الرغم من قلة عدد القراصنة إلا أنهم تمكنوا من هزيمة خمسة مئة جندي اسباني وقتلوهم، ثم حاصر البلدة مطالباً بفدية مقدارها 260 ألف قطعة من الذهب والفضة مع 500 من الماشية مع الحرير وعدد من العبيد. بعد اخذه للفدية عاد إلى تورتوغا. بعد سنة من حصار ماراكايبو أَغَار على بويرتو كافالو في هندوراس حالياً، لكن هذه المرة كان الإسبان قد نصبوا له كمين محكم. قُتِلَ أغلب طاقمه، أما هو فتمكن من الهرب إلى أرض يسكنها السكان الأصليين، وبعد صراع مع قبيلة كونا قتل هناك في بنما في حوالي سنة 1669. عم خبر مقتله الفرح في كل أراضي المستعمرات الاسبانية في أمريكا.